# New Brunswick Broadcasting Co. c. Nouvelle-Écosse (Président de l'Assemblée législative)
New Brunswick Broadcasting Co. c. Nouvelle-Écosse (Président de l'Assemblée législative) est un arrêt de principe de la Cour suprême du Canada rendu en 1993 concernant la règle non écrite du privilège parlementaire dans la Constitution du Canada.

## Les faits
La société New Brunswick Broadcasting Company, faisant affaire sous le nom de MITV, a demandé de filmer les délibérations de l'Assemblée législative de la Nouvelle-Écosse avec sa propre caméra ou une caméra fournie par le président. Cependant, le président a refusé les caméras de télévision à la Chambre en invoquant le privilège parlementaire. 
La New Brunswick Broadcasting Co. a introduit une procédure devant la Cour suprême de la Nouvelle-Écosse, Section de première instance, contre l'appelant afin d'obtenir une ordonnance « autorisant MITV à filmer les débats de l'assemblée législative avec ses propres caméras ou enjoignant au président de l'Assemblée de permettre la couverture complète des débats à tous les journalistes de la télévision ou autres ». 
Le président s'est constituée partie. La Société Radio-Canada a été ajoutée en tant que demanderesse à la demande de la société New Brunswick Broadcasting et MITV s'est par la suite retirée de la procédure.

## Décisions des tribunaux de première instance et d'appel
Le juge Nathanson de la Section de première instance a fait droit à la demande du demandeur et a rendu une ordonnance à l'effet que :
- Les demandeurs ont un droit d'accès en vertu de l'art. 2b) de la Charte[4].
- Ce droit d'accès est limité par les privilèges de l'Assemblée législative, reflétés dans des règles qui portent atteinte le moins possible la liberté d'expression.
- L'Assemblée législative ou le président en son nom élabore ces règles.
- La Cour conserve une compétence pour juger de l'opportunité des actions de l'une des parties et du caractère raisonnable des règles adoptées.
- La Cour met de côté la question des dépens.

Le président a interjeté appel devant la Division d'appel de la Cour suprême de la Nouvelle-Écosse. Dans une décision 3-2, l'appel a été rejeté, mais les quatre derniers paragraphes de l'ordonnance ont été radiés.

## Questions constitutionnelles en cause
En appel à la Cour suprême du Canada, en juillet 1991, le juge Gonthier a déclaré que les questions constitutionnelles suivantes doivent être examinées :

« (1) si la Charte s'applique aux membres de l'assemblée législative lorsqu'ils exercent leurs privilèges de députés; 
(2) dans l'affirmative, si l'exercice d'un privilège pour refuser l'accès aux médias à la tribune du public, afin de les empêcher d'enregistrer et de retransmettre au public les débats de l'assemblée législative au moyen de leurs caméras, contrevient à l'al. 2b) de la Charte;
(3) dans l'affirmative, si pareil refus peut se justifier en vertu de l'article premier de la Charte. »

## Jugement de la Cour suprême
La Cour suprême accueille le pourvoi du président de l'Assemblée législative de la Nouvelle-Écosse.

## Motifs du jugement
Le privilège parlementaire fait partie de la convention non écrite de la Constitution du Canada. Par conséquent, la Charte canadienne des droits et libertés ne s'applique pas aux députés de la Chambre d'assemblée de la Nouvelle-Écosse lorsqu'ils exercent leurs privilèges inhérents de refuser aux étrangers d'entrer à la Chambre.
| Question   | La juge McLachlin, avec les juges L'Heureux-Dubé, Gonthier et Iacobucci                                                                               | Le juge en chef Lamer | Le juge La Forest                                                                                 | Le juge Sopinka                            | Le juge Cory        |
| ---------- | --- | --- | ------------------------------------------------------------------------------------------------- | ------------------------------------------ | ------------------- |
| Question 1 | Non. Accepte aussi les motifs rédigés par le juge La Forest.                                                                                          | Non. | Souscrit aux motifs de la juge McLachlin. En général, il accepte les motifs de la juge McLachlin. | Oui.                                       | Oui.                |
| Question 2 | Pas nécessaire de répondre à la question. | Ni utile ni approprié pour répondre. | Souscrit aux motifs de la juge McLachlin                                                          | Oui.                                       | Oui.                |
| Question 3 | Pas nécessaire de répondre à la question | Ni nécessaire ni approprié de répondre à la question                                                                                                  | Souscrit aux motifs de la juge McLachlin                                                          | Oui.                                       | Non.                |
| Dispositif | Accueille le pourvoi. L'ordonnance du juge de première instance, telle qu'elle a été modifiée par la Cour d'appel de la Nouvelle‑Écosse, est annulée. | Accueille le pourvoi. L'ordonnance du juge de première instance, telle qu'elle a été modifiée par la Cour d'appel de la Nouvelle‑Écosse, est annulée. | Souscrit aux motifs de la juge McLachlin                                                          | Souscrit aux motifs du juge en chef Lamer. | Rejette le pourvoi. |

La juge McLachlin a conclu que, bien que « la tradition de retenue judiciaire » ne couvre pas toutes les activités d'une assemblée législative, elle comprend les privilèges des assemblées législatives. Ce droit est nécessaire au fonctionnement de cet organe et ne doit pas être écarté à la légère. 
De plus, la majorité convient que la Charte canadienne des droits et libertés ne s'applique pas au privilège de l'Assemblée législative parce que le privilège parlementaire, y compris le droit d'exclure des étrangers, fait partie de la Constitution du Canada. Le préambule de la Loi constitutionnelle de 1867 déclare que l'intention de la constitution est d'établir une « constitution reposant sur les mêmes principes que celle du Royaume-Uni ». Ainsi, le privilège parlementaire ne peut pas être nié par une autre partie de la Constitution. 
En outre, l'expression « la Constitution du Canada » qui figure à l'article 52(2) de la Loi constitutionnelle de 1982 n'est pas censée être exhaustive et une convention non écrite  peut faire partie de la Constitution.

### Opinions concordantes
Le juge La Forest a souscrit à l'argument de la majorité, sous réserve l'observation que le statut constitutionnel du privilège parlementaire proviendrait de la constitution de la colonie pré-confédérative plutôt que de provenir de la Constitution du Royaume-Uni.
Le juge en chef Lamer a conclu que la Cour peut enquêter sur l'existence, mais non sur l'exercice, du privilège parlementaire. Il a souscrit à l'affirmation du juge La Forest selon laquelle les privilèges dont jouit le Parlement canadien sont différents de ceux des Chambres du Parlement du Royaume-Uni. De plus, il observe que l'article 32 de la Charte canadienne des droits et libertés n'est pas applicable à l'action parce que l'article trente-deux concerne la « législation que les provinces ont édictée en matière de privilèges », et non son exercice.
Le juge Sopinka a soutenu que l'exercice du privilège historique en cause dans le présent pourvoi constitue  un objectif urgent et réel, qui était de maintenir l'ordre et le décorum et d'assurer le bon fonctionnement de l'Assemblée législative. La restriction actuelle du nombre et de l'emplacement des caméras est rationnellement liée à l'objectif, et l'atteinte alléguée à la liberté de la presse n'était pas disproportionnée par rapport à celui-ci.

## Jugement dissident
En dissidence, le juge Peter Cory a soutenu que l'exercice du privilège relève de l'article 32 de la Charte et est sujet à un contrôle judiciaire. Il s'ensuit que l'interdiction des caméras de télévision est révisable par les tribunaux canadiens. Le juge Cory a conclu que l'interdiction totale des caméras n'est pas fondamentalement nécessaire au fonctionnement de l'Assemblée et celle-ci « a outrepassé la compétence inhérente que comporte le privilège parlementaire ». Il s'ensuit que la violation de l'article 2b) de la Charte des droits et libertés n'est pas raisonnable dans le contexte de l'article 1.